# Laissez faire
„Laissez-faire“, někdy též „laissez faire, laissez passer“ (výsl. [lese fér lese pase], franc. „nechte činit, nechte plynout“) je heslo klasického liberalismu vyjadřující hlavní ekonomickou zásadu, aby stát nezasahoval do hospodářství a nesnažil se je řídit. Má se omezit na roli garanta bezpečí, majetku a tvůrce a arbitra pravidel, jejichž dodržování má od ekonomických subjektů vymáhat. Laissez-faire jako program vznikl počátkem 18. století ve Francii a rozšířil se všude tam, kde se prosazoval ekonomický liberalismus. Teprve koncem 20. století se ho někteří teoretici (například Gary Stanley Becker) pokusili rozšířit i na jiné oblasti společenského života, tudíž mohl vzniknout prostor pro debatu, zda „trh vyřeší všechno“. Naopak zastánci klasického laissez-faire kladli zásadní význam práva pro ekonomiku a státu jako jeho garanta.

## Historie
Podle historické anekdoty se fráze poprvé vyskytla kolem roku 1680 při setkání mezi mocným francouzským ministrem financí Jeanem-Baptistem Colbertem a skupinou francouzských podnikatelů, které vedl jistý M. Le Gendre. Když se jich ministr zeptal, jak by mohl francouzský stát obchodníkům posloužit a pomoci, odpověděl prý Le Gendre prostě "Laissez-nous faire" ("Nechte nás být", doslova "nechte nás dělat").
Historka o setkání Colberta s Le Gendrem se objevila v roce 1751 v časopise Journal Oeconomique v článku francouzského ministra a propagátora volného trhu René de Voyera, markýze d'Argensona – což je také první známý výskyt této fráze v tisku. Sám d'Argenson použil frázi již dříve (v roce 1736) ve vlastních zápiscích:
Laissez faire, telle devrait être la devise de toute puissance publique, depuis que le monde est civilisé... Détestable principe que celui de ne vouloir grandir que par l'abaissement de nos voisins! Il n'y a que la méchanceté et la malignité du coeur de satisfaites dans ce principe, et l’intérêt y est opposé. Laissez faire, morbleu! Laissez faire!!

(Překlad: "Nechte to být, to by mělo být motto vší veřejné moci od chvíle, kdy byl svět civilizován... Že nemůžeme růst jinak než na úkor našich sousedů je ohavný názor. Pouze zášť a zlovůle srdce se může spokojit s takovým principem a náš (národní) zájem je opačný. Nechte to být, hrome! Nechte to být!)

Slogan laissez faire byl popularizován francouzským fyziokratem a obchodním intendantem Vincentem de Gournayem, o kterém se říká, že si tento termín osvojil z díla Françoise Quesnaye o Číně. Byl to právě Quesnay, kdo vymyslel termín laissez-faire, laissez-passer, přičemž laissez-faire je překlad čínského slova 無為 (wu wei, v kantonštině mo wai). Gournay prosazoval odstranění restrikcí obchodu a deregulaci průmyslu ve Francii a anekdotou ze setkání Colberta s Le Gendrem byl prý nadšen. Sám ji přeformuloval takto: ""Laissez faire et laissez passer"" ('Nechte to být a nechte, aby se to stalo') nebo také "Laissez faire et laissez passer, le monde va de lui même!" ("Nechte to být a nechte, aby se to stalo, svět se točí sám!"). Přestože Gournay nezanechal žádná psaná pojednání o svých ekonomických a politických myšlenkách, měl obrovský osobní vliv na svoje současníky, zejména své kolegy fyziokraty, kteří připisují jak slogan laissez-faire, tak tuto doktrínu právě Gournayovi.
Před d'Argensonem a Gournayem vyslovil větu on laisse faire la nature ('nechte přírodu konat podle svého') P. S. de Boisguilbert. D'Argenson sám byl během svého života znám spíše díky podobnému, ale méně oslavovanému heslu "Pas trop gouverner" ("Nevládnout příliš"). Ale bylo to Gournayovo použití fráze "laissez-faire" (zpopularizované fyziokraty), které dalo heslu prestiž.
Laissez-faire bylo proklamováno fyziokraty ve Francii 18. století, takže bylo v samém středu základů ekonomie a bylo dále rozvedeno ekonomy, např. Adamem Smithem. "Obrat laissez faire se běžně spojuje s fyziokraty a klasickou politickou ekonomií ."
V Anglii se v 17. století utvořilo několik sloganů na téma volného obchodu a non-intervencionismu. Ale francouzská fráze laissez faire se v anglicky mluvících zemích zpopularizovala s rozšířením fyziokratické literatury na konci 18. století. Anekdota o setkání Colberta s Le Gendrem byla otištěna ve Whatleyových "Principles of Trade", které napsal v roce 1774 společně s Benjaminem Franklinem – což může být první výskyt v anglicky psané literatuře.
Laissez-faire, produkt osvícenství, bylo "vnímáno jako způsob, jak vysvobodit lidský potenciál z pout díky znovunastolení přirozeného systému, systému nezatíženého vládními omezeními." Podobně vnímal Adam Smith ekonomiku jako přirozený systém a trh jako organickou část tohoto systému. Smith viděl "laissez-faire" jako morální program a trh jako jeho nástroj, jak lidem zajistit přirozené právo. Tím pádem se volné trhy stávají odrazem přirozeného systému svobody. Pro Smithe bylo laissez-faire programem zrušení zákonů omezujících trh, programem pro znovunastolení řádu a pro aktivaci potenciálního růstu.
Avšak Adam Smith a někteří klasičtí ekonomové jako Thomas Malthus a David Ricardo tuto frázi nepoužívali. Jeremy Bentham ji používal, ale byl to asi odkaz Jamese Milla na tuto maximu (společně s "pas trop gouverner") v jeho článku pro Encyclopædia Britannica, který rozšířil tento pojem do širšího úzu v anglickém jazyce. S příchodem Ligy proti obilným zákonům získal tento obrat v angličtině na významu.
Adam Smith jako první použil metaforu neviditelné ruky v knize Teorie mravních citů, aby popsal nezamýšlené důsledky ekonomické sebe-organizace plynoucí z vlastního ekonomického zájmu.  Myšlenka ležící za "neviditelnou rukou", avšak ne fráze sama, patří Bernardu de Mandevillovi a jeho "Bajce o včelách". V politické ekonomii byla tato myšlenka a myšlenka laissez-faire vždy úzce propojena. Někteří charakterizovali metaforu neviditelné ruky jako laissez-faire,  ale Smith sám tento obrat nikdy nepoužil.

## Obhajoba
Laissez faire lze obhajovat různými způsoby, které se však dají zhruba rozdělit do dvou kategorií, na morální a utilitaristickou. Podle prvního ze zmíněných přístupů je eticky správné, aby člověk disponoval se svým majetkem podle svého vlastního přesvědčení. Jakýkoliv zásah do těchto jeho práv je násilím. Takový názor zastával například Murray Newton Rothbard.[zdroj?] Podle utilitaristického hlediska funguje liberální ekonomika (laissez faire) lépe než jiné. Takový názor zastával například Ludwig von Mises.[zdroj?]
Dle ekonoma tzv. rakouské školy Ludwiga von Mise jedině cenový systém a svobodný trh umožňuje správnou koordinaci individuálního jednání.[ujasnit] Údajně z důvodu neexistence volného trhu v socialistických ekonomikách docházelo k opakovaným přebytkům a nedostatkům různého zboží, tržní mechanismus nefungoval a byrokratické řízení nebylo schopno jej nahradit.[zdroj⁠?!]

#### Přirozená decentralizovanost vědomostí
Ještě jiným způsobem obhajoby laissez faire je poukaz na to, že vědomosti jsou roztroušeny v celé společnosti: Žádná plánovací komise oprávněná státem k řízení nějakého odvětví nemůže nikdy shromáždit všechny relevantní informace, které jsou k rozhodování potřebné. Proto její rozhodnutí budou různou měrou chybná. Na této skutečnosti postavil svou argumentaci držitel Nobelovy ceny za ekonomii Friedrich August von Hayek.

## Kritika
- Slavný ekonom John Maynard Keynes napsal knihu Konec laissez-faire (The End of Laissez-Faire), v níž přišel s názorem, že | „                     | …existují oblasti, ve kterých si stát počíná lépe než soukromí podnikatelé. | “ |
| — John Maynard Keynes |                                                                             |   |
- Specialistka na ekonomiku Ruska Noreena Hertzová ve své knize Plíživý převrat styl „laissez faire“ zpochybňuje.
- Komentátor v oblastech geopolitiky a emergentních systémech Jeff Vail ve své studii prohlásil: | „           | Volný trh bude ignorovat řešení, která nejsou schopna generovat zisk. | “ |
| — Jeff Vail |                                                                       |   |
- Profesor London School of Economics John Gray vydal o kritice laissez faire cca 250 stránkovou knihu Marné iluze.
- Ekonom Karl Polanyi ve své knize The Great Transformation: The Political and Economic Origins of our Time o volném trhu prohlásil: | „              | Cesta k volnému trhu byla otevřena a udržována ohromným růstem nepřetržitého, centrálně organizovaného a kontrolovaného státního intervencionizmu. | “ |
| — Karl Polanyi | |   |

## Zastánci
Mezi klasické autory literatury Laissez-faire patří francouzský ekonom devatenáctého století Frédéric Bastiat, který popisuje to, co považuje za neduhy v různých státech.[chybí lepší zdroj]
V zahraničí se k Laissez-faire hlásí například americká Libertarian party či britská strana se stejným názvem, v České republice Svobodní, jejíž bývalý předseda Petr Mach dlouhodobě vydával časopis s názvem Laissez Faire.

## Mimo ekonomii
Termín „laissez faire“ se také objevuje u výchovného stylu, který je označován za liberální (vizte styly výchovy). V sociologii vyznával princip laissez-faire Herbert Spencer.[zdroj?]

#### Opozice
- centralismus
- intervencionismus
  - keynesiánství
- protekcionismus
  - merkantilismus
- dotace, subvence
- ekonomická regulace